# Retiala proxima
Retiala proxima är en insektsart som beskrevs av Ronald Gordon Fennah 1944. Retiala proxima ingår i släktet Retiala och familjen Dictyopharidae. Inga underarter finns listade i Catalogue of Life.